# Удлинённая пятискатная ротонда
Удлинённая пятиска́тная рото́нда — один из многогранников Джонсона (J21, по Залгаллеру — М9+П10).
Составлена из 27 граней: 10 правильных треугольников, 10 квадратов, 6 правильных пятиугольников и 1 правильного десятиугольника. Десятиугольная грань окружена десятью квадратными; среди пятиугольных граней 5 окружены квадратной и четырьмя треугольными, 1 — пятью треугольными; среди квадратных граней 5 окружены десятиугольной, пятиугольной и двумя квадратными, другие 5 — десятиугольной, двумя квадратными и треугольной; среди треугольных граней 5 окружены тремя пятиугольными, другие 5 — двумя пятиугольными и квадратной.
Имеет 55 рёбер одинаковой длины. 10 рёбер располагаются между десятиугольной и квадратной гранями, 5 рёбер — между пятиугольной и квадратной, 25 рёбер — между пятиугольной и треугольной, 10 рёбер — между двумя квадратными, остальные 5 — между квадратной и треугольной.
У удлинённой пятискатной ротонды 30 вершин. В 10 вершинах сходятся десятиугольная и две квадратных грани; в 10 вершинах — пятиугольная, две квадратных и треугольная; в остальных 10 — две пятиугольных и две треугольных.
Удлинённую пятискатную ротонду можно получить из двух многогранников — пятискатной ротонды (J6) и правильной десятиугольной призмы, все рёбра у которой равны, — приложив их друг к другу десятиугольными гранями.

## Метрические характеристики
Если удлинённая пятискатная ротонда имеет ребро длины {\displaystyle a}, её площадь поверхности и объём выражаются как
{\displaystyle S={\frac {1}{2}}\left(20+5{\sqrt {3}}+\left(5+3{\sqrt {5}}\right){\sqrt {5+2{\sqrt {5}}}}\right)a^{2}\approx 32{,}3472003a^{2},}
{\displaystyle V={\frac {1}{12}}\left(45+17{\sqrt {5}}+30{\sqrt {5+2{\sqrt {5}}}}\right)a^{3}\approx 14{,}6119718a^{3}.}